# وسام ولهلم
وسام ولهلم (بالألمانية: Wilhelm-Orden) (بالإنكليزية: William-Order) تم تشريعه في 18 كانون الأول 1896 بواسطة
الإمبراطور الألماني وملك بروسيا ولهلم الثاني كجائزة مدنية عالية مكرسة لذكرى جده الإمبراطور ولهلم الأول «العظيم»

## شكل شارة الوسام
تتكون شارة الوسام من مدالية ذهبية تحمل صورة لوجه الإمبراطور فلهلم الأول، محاطة بإكليل ذهبي ومعلقة من طوق ذهبي ثقيل. هذا الطوق وبوزن 222 غراما منقوش عليه الكلمات التالية: ((إعمل لذكرى الإمبراطور فلهلم العظيم)) (بالألمانية: "WIRKE IM ANDENKEN AN KAISER WILHELM DEN GROSSEN") تم تصميم الوسام على يد صانعي المجوهرات (ايميل ويغون) و (اوتو شولتس)

## لائحة بحاملي الوسام

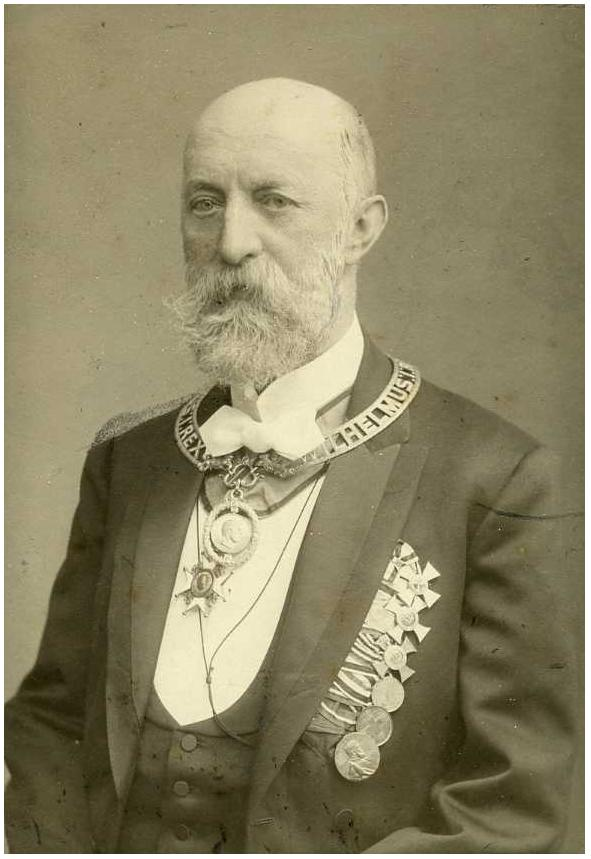
شخصية غير معروفة من زاكسونيا يرتدي وسام ويلهلم إلى جانب أوسمة المانية أخرى

هذا الوسام كان خاصا جدا. من بين أوائل الحاصلين عليه كان أوتو فون بسمارك. أيضا من بين حاملي الوسام:
- هاينريش فون شتيفان، المدير العام للبريد - 1896
- الكونت آرتور فون بوسادوفسكي-فينر، سياسي - 27 كانون الثاني 1900 - بمناسبة عيد ميلاد الإمبراطور [1]

- الأميرة ماري إليزابت فون زاكسه-مايننغن، موسيقية وملحنة - 28 آب 1913 - آخر شخص يحصل على الوسام صورة لوثيقة براءة الوسامشخصية غير معروفة من زاكسونيا يرتدي وسام ويلهلم إلى جانب أوسمة المانية أخرى

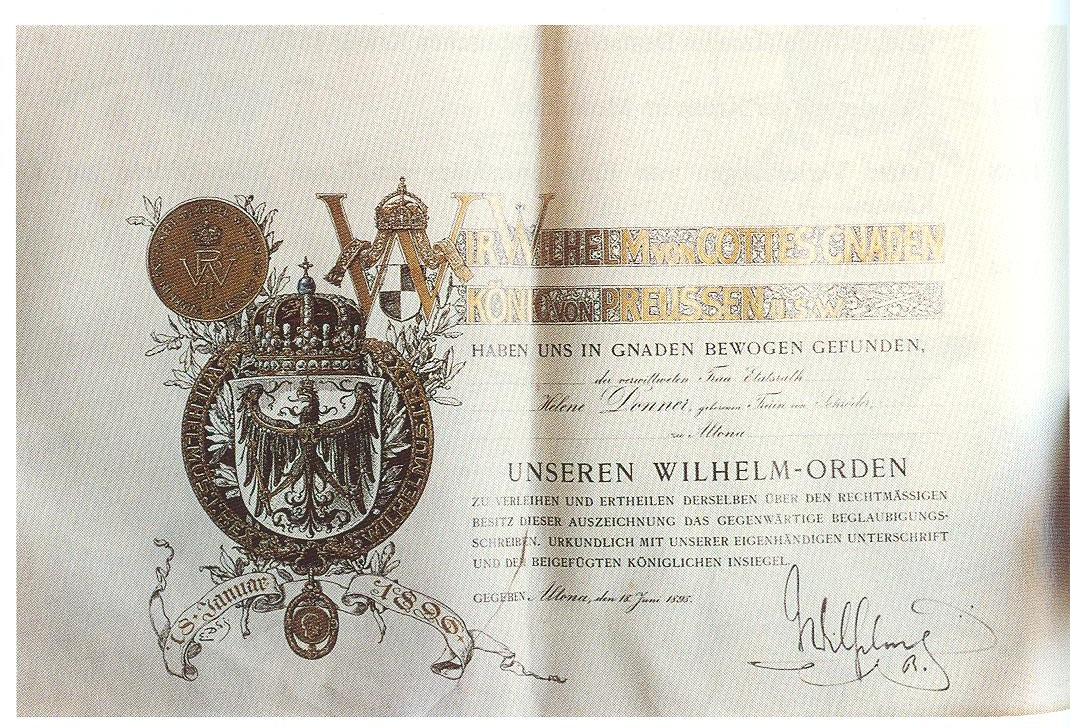
صورة لوثيقة براءة الوسام